# New Babylon
 (mai 2013).
Si vous disposez d'ouvrages ou d'articles de référence ou si vous connaissez des sites web de qualité traitant du thème abordé ici, merci de compléter l'article en donnant les références utiles à sa vérifiabilité et en les liant à la section « Notes et références ».
 (juin 2021).
New Babylon est un projet utopique d'urbanisme développé dans les années 1960 par Constant Anton Nieuwenhuys qui faisait partie du mouvement situationniste.
Ce projet découle chez son auteur d'une constatation d'un urbanisme en péril. Nieuwenhuys perçoit l'urbanisme de son époque comme basé sur un système de crise, se contentant de faire face aux besoins mais ne se projetant pas dans l'avenir : s'il manque des logements, on en construit ; s'il y a des bouchons, on construit une autoroute. Il perçoit les habitations comme des masses de béton où l'on meurt d'ennui. Cet urbanisme lui semble se plier aux conditions de vie préexistantes : voitures, commerce, tourisme, où toute préoccupation ludique est absente.
En conséquence, Constant se met à rêver d'un nouvel « urbanisme fait pour plaire ». Il le projette d'abord sur la Lune car il trouve plus facile d'y installer un nouvel habitat puisqu'il n'y a pas encore de mode d'urbanisme et de vie sur ce terrain. La question des cités abritées sur d'autres planètes annonce pour lui le type d'urbanisme du futur. Son utopie lui paraît plus complexe à appliquer sur la Terre car elle nécessite une révolution des mentalités pour exister.
New Babylon est avant tout une utopie sociale fondée sur l'Homo ludens : « Supposons que le royaume Marxien de la liberté soit réalisable ». Dans un tel contexte, la société serait libérée de l'aliénation du travail et de la productivité. Le loisir, seule occupation de l'Homme laisserait s'exprimer l'artiste qui sommeille en chacun, la créativité devenant alors un moyen d'exister et de s'épanouir.
Pour cela, Constant imagine une ville sociale qui rapprocherait les hommes les uns des autres. À l'inverse des villes modernes qui divisent les hommes par de grands espaces verts, il imagine une construction spatiale continue, dégagée du sol qui comprendrait les groupes de logements ainsi que les espaces publics.
La ville lui apparaît comme construite telle une macro-structure à l’échelle du paysage. Il décompose l'espace urbain en plusieurs couches ou strates :
- Une ville bâtie : sous-sol, étages
- Une ville sociale : parterre et terrasse.
- Circulations rapides au sol

Constant isole la ville du monde de la nature pour que ses habitants puissent imaginer et construire la ville de leur rêve sans contraintes. Son épaisseur et ses dimensions permettent une isolation totale de l’intérieur de la macro structure. Il y a dans le projet de Constant une volonté de vaincre la nature et de soumettre le climat, l’éclairage, le bruit des espaces intérieurs à la volonté de l'homme. Il n’y aurait dès lors plus ni jour ni nuit. L’éclairage artificiel y est contrôlé par l’homme qui régule le temps. Les terrasses elles-mêmes forment un paysage artificiel en sus de la nature au sol. 
Les habitants sont donc tenus de créer l’ambiance de leur ville. Celle-ci est organisée en blocs et secteurs d’échelle monumentales par rapport aux bâtiments d’une ville actuelle. Ceux-ci forment un réseau d’unités et d’entités socioculturelles telle une maille d’échelle planétaire. Les services et logements sont intégrés aux liens qui relient les différents secteurs tandis que les unités de productions automatisées sont disposées à l’extérieur de la ville, entre les mailles. 
Dans chaque bloc, l’imagination des habitants dessine la ville en créant une multitude d’espaces aux ambiances propres. Tous les habitants sont libres d’y contribuer et d’apporter leur pierre à une œuvre éphémère. Les blocs sont en perpétuelle mutation. Le temps est une 4e dimension. La population est nomade et le déplacement entre les différents secteurs de la ville constitue une activité majeure de la vie babylonienne. Au cours de ces déplacements, ou aventures à la découvertes de nouvelles sensations grâce à la multitude des ambiances rencontrées, des liens sociaux se tissent. La spatialité devient sociale. La ville est un labyrinthe dynamique. La promenade et l’exploration ont pris le pas sur la ligne directe fleuron de l’espace utilitariste.
L’utopie de Constant a besoin de haute technicité pour se réaliser  : des nouveaux bétons et du titane renforcé pour asseoir les macro édifices, mais aussi des systèmes d’isolations (acoustiques, thermiques…), ainsi que des moyens d’éclairage adaptés à la création d’ambiances nouvelles. Constant y a réfléchi et a proposé des solutions techniques, mais ses projets n'ont jamais dépassé le stade de la maquette ou du photomontage.
Constant résume l'utopie de New Babylon de la façon suivante :
« Rêve fantaisiste réalisable du point de vue technique, souhaitable du point de vue humain et indispensable du point de vue social »[réf. nécessaire]